# Károly Fatér
Károly Fatér (Nyírlak, 9 aprile 1940 – Budapest, 19 settembre 2020) è stato un calciatore ungherese, di ruolo portiere.

## Carriera

### Club
Ha sempre giocato nel campionato ungherese.

### Nazionale
Ha vinto l'oro olimpico nel 1968.